# Phreatia brevicaulis
Phreatia brevicaulis är en orkidéart som beskrevs av Rudolf Schlechter. Phreatia brevicaulis ingår i släktet Phreatia och familjen orkidéer. Inga underarter finns listade i Catalogue of Life.